# セシル・ペイン

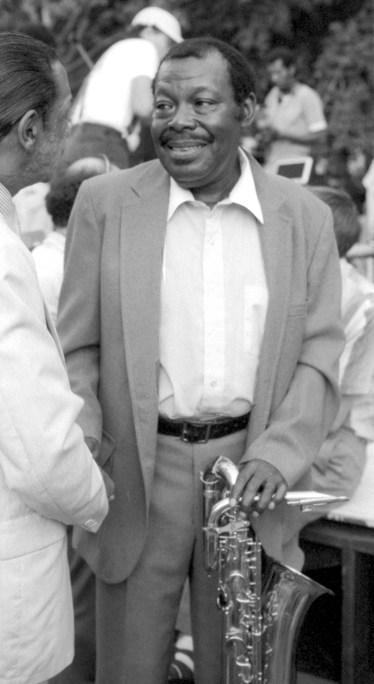
ニューヨーク・ワシントン・スクエア・パークにおけるグリニッジ・ヴィレッジ・ジャズ・フェスティバルでのセシル・ペイン（1984年）

セシル・ペイン（Cecil Payne、1922年12月14日 - 2007年11月27日）は、ニューヨーク州ブルックリンで生まれたアメリカのジャズ・バリトン・サクソフォーン奏者。ペインはアルト・サクソフォーンとフルートも演奏した。彼は、バンドリーダーとしてのソロ活動に加えて、他の著名なジャズ・ミュージシャン、特にディジー・ガレスピーやランディ・ウェストンと共演した。

## 略歴
ペインは、レスター・ヤングのソロを伴うカウント・ベイシーの演奏する「ハニーサックル・ローズ」を聴いた後、父親に楽器をねだり、13歳で最初のサックスを手にした。ペインは、地元のアルト・サックス奏者、ピート・ブラウンからレッスンを受けた。彼はベッドフォード＝スタイベサントにあるボーイズ高校で学んだ。
ペインは、1946年にサヴォイ・レコード・レーベルでJ・J・ジョンソンと共にプロとしてのレコーディング・キャリアを開始した。その年、ロイ・エルドリッジとも共演し始め、それを通じてディジー・ガレスピーと出会った。ガレスピーが彼を雇うまで、彼の初期の録音は主にスウィングのカテゴリーに分類されていた。ペインは1949年まで同行しており、「Ow!」や「Stay On It」といった曲でソロ演奏を聴ける。1950年代初頭にはタッド・ダメロンとの仕事を見つけ、1952年から1954年まではイリノイ・ジャケーと仕事をした。その後、ニューヨークでフリーランスの仕事を始め、この時期、ペインが1960年まで一緒に働くこととなるランディ・ウェストンと頻繁に共演した。1990年代、70代になっても、デルマーク・レコードで定期的にレコーディングを行い、実際に新世紀へと向かっていった。
ペインはトランペッターのマーカス・ベルグレイヴのいとこであり、短期間ながら一緒にレコーディングを行った。音楽のキャリアとは別に、ペインは1950年代に父親の不動産会社の経営を手伝った。ペインはかつて、両親が彼に歯科医をキャリアとして考えるように促したことがあると語った。彼は、誰も自分の歯を「ドクター・ペイン」に任せることは決してないだろうと指摘し、彼らの提案に反論した。
ニュージャージー州ストラトフォードにて、前立腺癌のため84歳で死去。

## ディスコグラフィ

### リーダー・アルバム
- 『パターンズ・オブ・ジャズ』 - Patterns of Jazz (1957年、Savoy)
- 『パフォーミング・チャーリー・パーカー・ミュージック』 - Cecil Payne Performing Charlie Parker Music (1961年、Charlie Parker)
- 『ザ・コネクション』 - The Connection (1962年、Charlie Parker)
- Brookfield Andante (1972年、Spotlite) ※1966年録音
- 『ゾディアック』 - Zodiac (1973年、Strata-East) ※1968年録音
- 『ブルックリン・ブラザーズ』 - Brooklyn Brothers (1973年、Muse) ※with デューク・ジョーダン
- Bird Gets The Worm (1976年、Muse)
- Bright Moments (1979年、Spotlight)
- 『セルパ』 - Cerupa (1993年、Delmark) ※with エリック・アレキサンダー、ハロルド・メイバーン、フレディ・ハバード (1曲のみ)
- 『スコッチ&ミルク』 - Scotch and Milk (1997年、Delmark)
- Payne's Window (1998年、Delmark)
- 『ザ・ブルックリン・フォア・プラス・ワン』 - The Brooklyn Four Plus One (1999年、Progressive)
- Chic Boom: Live at the Jazz Showcase (2000年、Delmark) ※with エリック・アレキサンダー

### シングル
- "Block Buster Boogie"[6] b/w "Angel Child" (1949年、Decca)[7]
- "Hippy Dippy"[8] b/w "No Chops" (1949年、Decca)[9]